# Sickla sluss

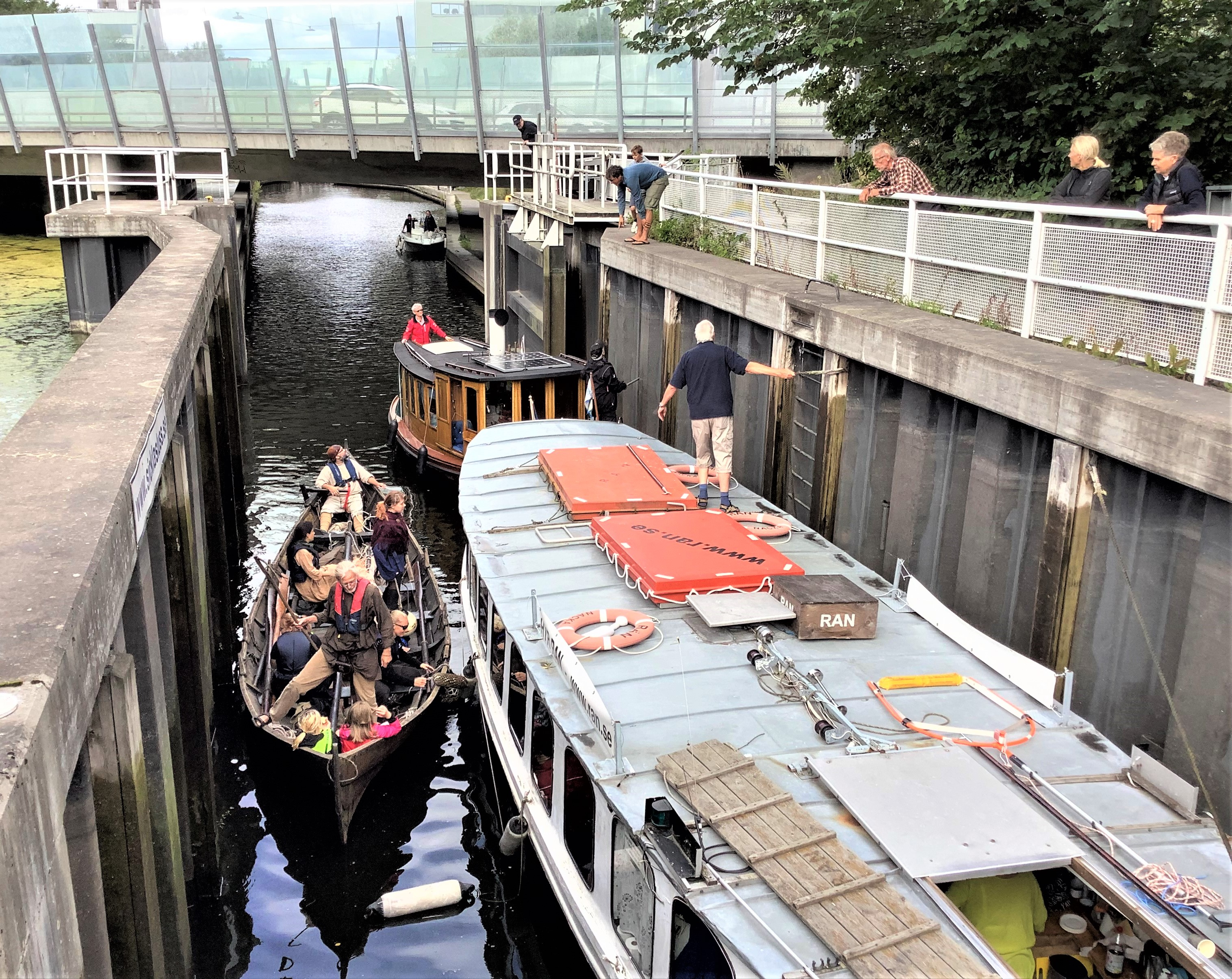
Båtar i och på väg in i den övre slussen, bland andra Tälja och Ran.

Sickla sluss är två slussar i Sickla kanal som går mellan Sicklasjön och Hammarby sjö. Den nedre slussen ligger i Södra Hammarbyhamnen i Stockholms kommun och den övre i Sickla strand i Nacka. Över kanalen mellan de båda slussarna passerar Sickla kanalbro.

## Historia
Innan Hammarbyleden byggdes låg Hammarby sjö och Sicklasjön (dåvarande Långsjön) i samma nivå, men eftersom Hammarby sjö på 1920-talet sänktes 4,8 meter beslöts 1928 att anlägga en sluss. Den öppnades 1931, men kom inte att användas i någon större utsträckning.
Fram till 1913 gick det ångslupar mellan Södermalm (Barnängen) och Sicklasjön/Järlasjön. Många lockades till Nackanäs värdshus, där spriten flödade. Men när värdshuset förlorade sina spriträttigheter upphörde trafiken. Sedan 1994 bedriver M/S Ran begränsad trafik längs den gamla farleden från Hammarby sjö till Nacka via Sickla sluss.

## Slussen idag
Slussen har varit öppen sedan 2003 i sitt nuvarande skick efter att ha varit stängd 1999–2003 i samband med bygget av Södra Länken som passerar på Sickla kanalbro ovanför slussen. En nybyggd kanal förbinder den nedre och övre slussen. Slussen är bemannad några timmar på lördagar under sommaren, övriga tider måste slussning förbeställas. Slussarna är 15×4 meter, med som minst 2,4 meter segelfri höjd och ett djupgående på 1,4 meter.

## Bilder

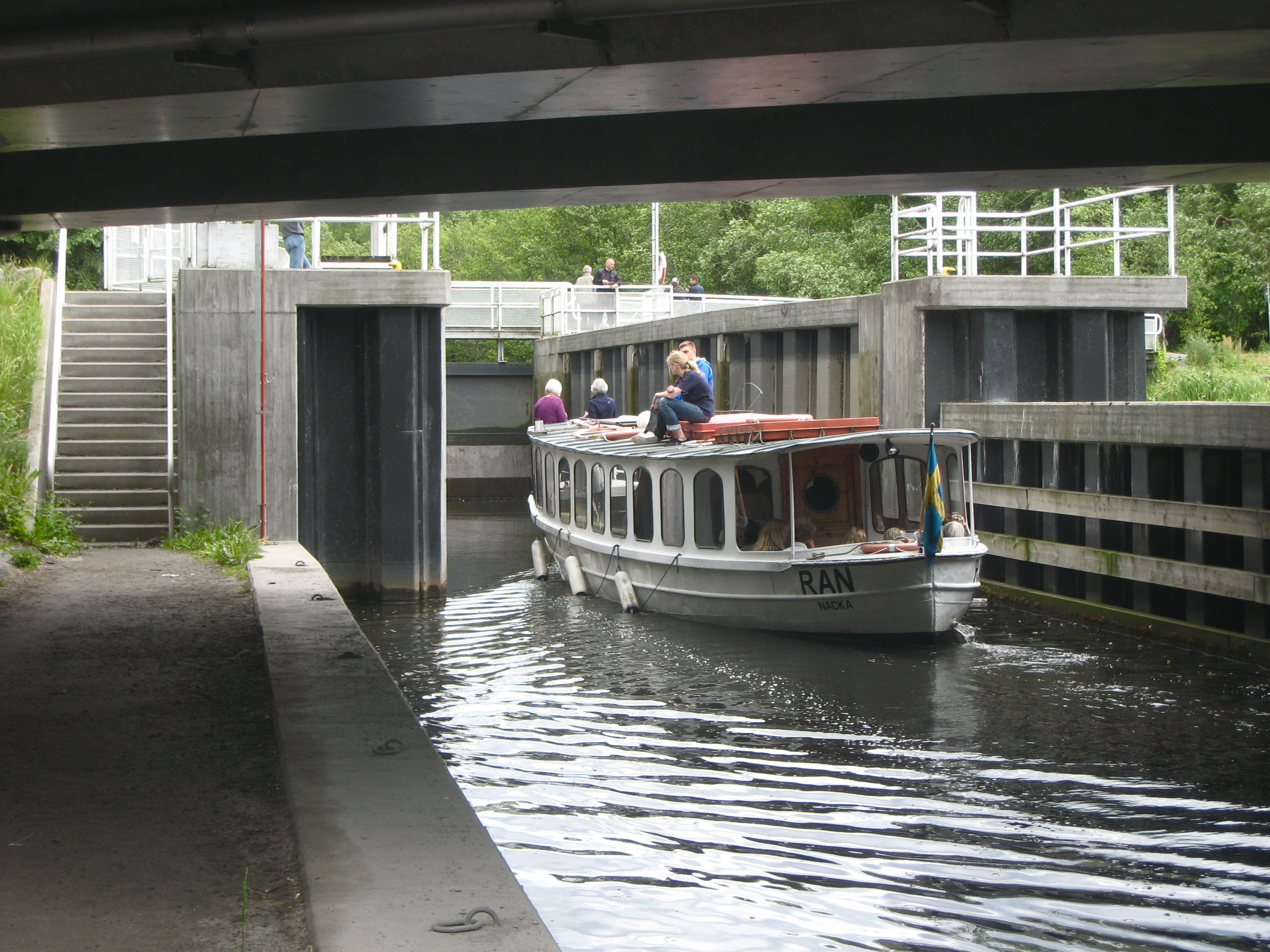
M/S Ran på väg in i övre slussen
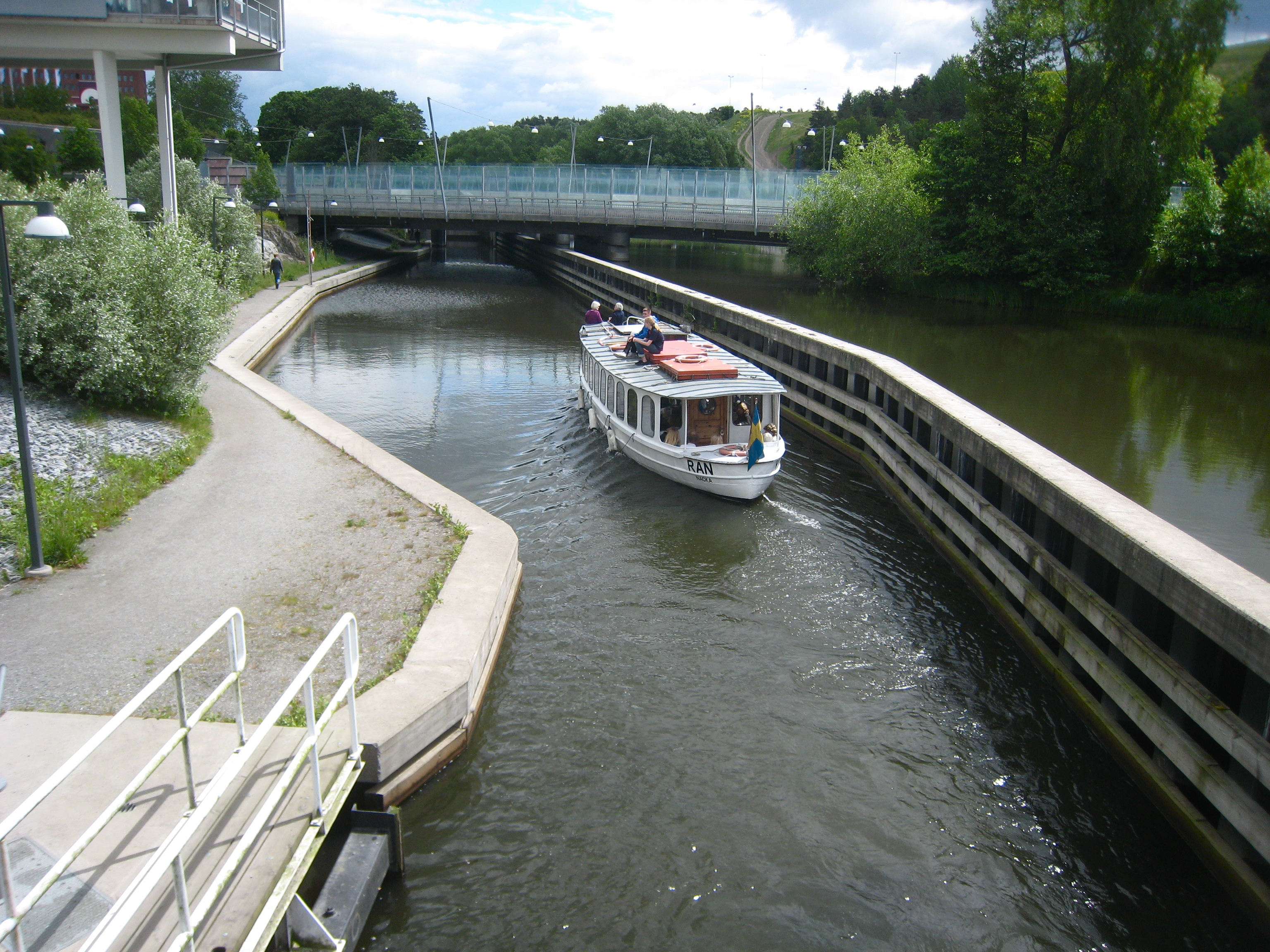
Kanalen mellan nedre och övre slussen.
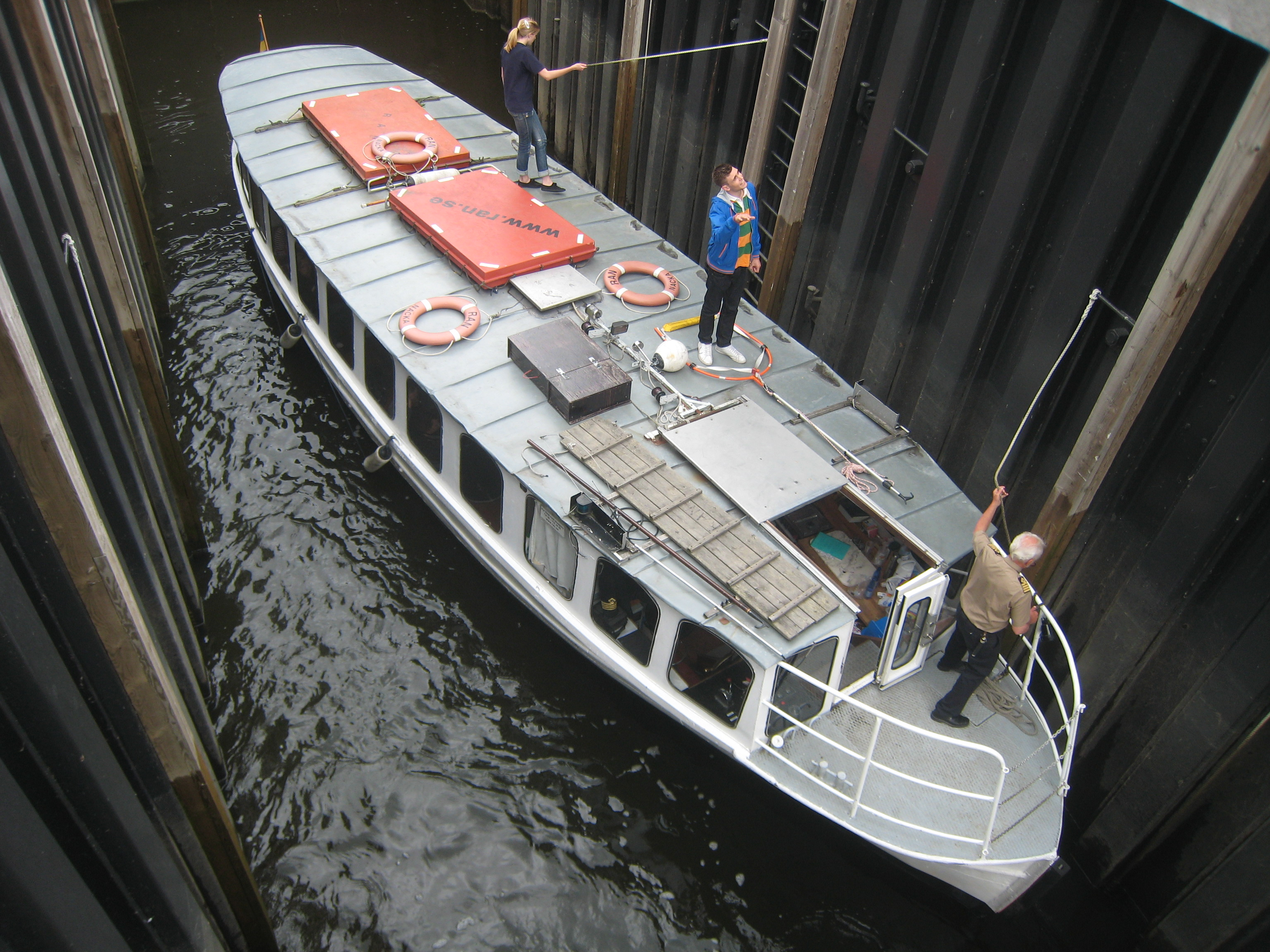
M/S Ran i nedre slussen.